# Museo Arqueológico de Pirgos
El Museo Arqueológico de Pirgos es uno de los museos de la región de Élide, en Grecia.
Se encuentra en un edificio neoclásico de finales del siglo XIX del centro de Pirgos que albergó un mercado municipal hasta finales de la década de 1960. El proyecto para convertirlo en museo se inició en 1995, cuando el municipio cedió el edificio al Ministerio de Cultura. La restauración del mismo se prolongó hasta 2005. Al año siguiente se abrió al público una primera exposición de antigüedades y en ese mismo año se inició un estudio museológico para la organización de la exposición permanente, que no se completó hasta 2015. Además de los espacios para exposición, el museo cuenta con dos patios interiores, laboratorio, almacenes, biblioteca, oficinas y otras salas auxiliares.
El museo contiene una colección de objetos procedentes de toda la región de Élide de periodos comprendidos entre la prehistoria y la época post-bizantina. Se divide en cuatro secciones cronológicas (prehistoria, periodos históricos, época bizantina y época post-bizantina) y cada una, a su vez, se divide en espacios temáticos: asentamientos, religión, y personas, ideas y objetos.